# Телефонный план нумерации Экваториальной Гвинеи
Код страны: +240
Префикс международного вызова: 00
Префикс магистрали: ??

## Форматы вызовов
Для звонков в Экваториальную Гвинею используется следующий формат:
- xx xxx xxxx — звонки в пределах Экваториальной Гвинеи
- +240 yy xxx xxxx — звонки извне Экваториальной Гвинеи

Длина NSN составляет девять цифр.

## Коды городов+68
Структура системы нумерации коммутируемой телефонной сети общего пользования является географической, с возможностью переноса номеров, следующим образом:
DN + NDC + SN = NSN = NJ XPQ MCDU
DN (сетевой код) = NJ
NDC (область нумерации) = XPQ
SN (номер абонента) = MCDU
Для стационарных телефонов - 3J XPQ MCDU, где J не может быть 0.
«M», «C», «D» и «U» обозначают тысячи, сотни, десятки и единицы соответственно.
| СПИСОК СТАЦИОНАРНЫХ РАСПРЕДЕЛЕНИЙ | СПИСОК СТАЦИОНАРНЫХ РАСПРЕДЕЛЕНИЙ | СПИСОК СТАЦИОНАРНЫХ РАСПРЕДЕЛЕНИЙ     | СПИСОК СТАЦИОНАРНЫХ РАСПРЕДЕЛЕНИЙ | СПИСОК СТАЦИОНАРНЫХ РАСПРЕДЕЛЕНИЙ | СПИСОК СТАЦИОНАРНЫХ РАСПРЕДЕЛЕНИЙ                 | СПИСОК СТАЦИОНАРНЫХ РАСПРЕДЕЛЕНИЙ |
| Услуга (стационарный телефон = 3) | Код оператора (от 1 до 9)         | Две цифры (неуказанное использование) | Код региона (одна цифра)          | Номер абонента (четыре цифры)     | Область/Использование (название места или услуги) |                                   |
| --------------------------------- | --------------------------------- | ------------------------------------- | --------------------------------- | --------------------------------- | ------------------------------------------------- | --------------------------------- |
| 3                                 | от 1 до 9                         | XX                                    | 9                                 | XXXX                              | Остров Биоко                                      |                                   |
| 3                                 | от 1 до 9                         | XX                                    | 8                                 | XXXX                              | Литораль/Аннобон                                  |                                   |
| 3                                 | от 1 до 9                         | XX                                    | 7                                 | XXXX                              | Центро-Сур/Ке-Нтем/Веле-Нзас                      |                                   |
| 3                                 | от 1 до 9                         | XX                                    | 6                                 | XXXX                              | CDMA исправлена                                   |                                   |
| 3                                 | от 1 до 9                         | XX                                    | 5                                 | XXXX                              | Центр-Сур/Ке-Нтем/Веле-Нзас (зарезервировано)     |                                   |
| 3                                 | от 1 до 9                         | XX                                    | 4                                 | XXXX                              | CDMA стационарной                                 |                                   |
| 3                                 | от 1 до 9                         | XX                                    | 3                                 | XXXX                              | Остров Биоко (зарезервирован)                     |                                   |
| 3                                 | от 1 до 9                         | XX                                    | 2                                 | XXXX                              | Литораль/Аннобон (зарезервировано)                |                                   |
| 3                                 | от 1 до 9                         | XX                                    | 1                                 | XXXX                              | Остров Биоко (зарезервирован)                     |                                   |

Номера, начинающиеся с 4, зарезервированы для будущих услуг стационарной связи.

## Номера мобильных телефонов
Структура системы нумерации сети сотовой мобильной телефонной связи является негеографической, а именно:
DN + SN = NSN = NJ XPQ MCDU
DN (сетевой код) = NDC = NJ
SN (номер абонента) = XPQMCDU
Номера, начинающиеся с 2 или 5, используются для мобильных телефонов.
Номера, начинающиеся с 6 и 7, зарезервированы для будущих услуг мобильной связи.

## Дополнительные услуги
Для дополнительных услуг, таких как бесплатные телефонные номера, номера общей стоимости и личные номера, номера будут состоять из девяти цифр в следующем формате:
80X PQMCDU, (P ≠ 0)
Для дополнительных услуг, таких как премиальные услуги для бизнеса, премиальные услуги, связанные с отдыхом, и доступ в Интернет, номера будут состоять из девяти цифр в следующем формате:
90X PQMCDU (P ≠ 0)
Номера для спецслужб не являются географическими.

## Распределение по операторам

### Стационарная связь
- услуги стационарной связи, 3J XPQMCDU

| СПИСОК СТАЦИОНАРНЫХ РАСПРЕДЕЛЕНИЙ | СПИСОК СТАЦИОНАРНЫХ РАСПРЕДЕЛЕНИЙ | СПИСОК СТАЦИОНАРНЫХ РАСПРЕДЕЛЕНИЙ |
| Оператор                          | Формат                            | Область                           |
| --------------------------------- | --------------------------------- | --------------------------------- |
| GETESA                            | 33 3P9 MCDU                       | Биоко                             |
| GETESA                            | 33 3P8 MCDU                       | Литораль/Аннобон                  |
| GETESA                            | 33 3P7 MCDU                       | Центро-Сюр/Ке-Нтем/Веле-Нзас      |
| GETESA                            | 33 XP4 MCDU                       | CDMA Bioko                        |
| GETESA                            | 33 XP6 MCDU                       | Континентальный регион CDMA       |
| HiTs G.E. S.A.                    | 35 XP9 MCDU                       | Биоко                             |
| HiTs G.E. S.A.                    | 35 XP8 MCDU                       | Литораль/Аннобон                  |
| HiTs G.E. S.A.                    | 35 XP7 MCDU                       | Центро-Сюр/Ке-Нтем/Веле-Нзас      |

### Мобильная связь
- Мобильная связь, 2J XPQMCDU и 5J XPQMCDU

| СПИСОК МОБИЛЬНЫХ РАСПРЕДЕЛЕНИЙ | СПИСОК МОБИЛЬНЫХ РАСПРЕДЕЛЕНИЙ | СПИСОК МОБИЛЬНЫХ РАСПРЕДЕЛЕНИЙ |
| Оператор                       | Формат                         |                                |
| ------------------------------ | ------------------------------ | ------------------------------ |
| GETESA                         | 22 2PQMCDU                     |                                |
| HiTs G.E. S.A.                 | 55 1PQMCDU                     |                                |

## Предыдущие коды стационарной связи
| СПИСОК КОДОВ СТАЦИОНАРНОЙ СВЯЗИ ГОРОДОВ В 2009 ГОДУ | СПИСОК КОДОВ СТАЦИОНАРНОЙ СВЯЗИ ГОРОДОВ В 2009 ГОДУ |
| Район/Город                                         | код региона                                         |
| --------------------------------------------------- | --------------------------------------------------- |
| Бата (континент)                                    | 8 XXXXX                                             |
| Малабо (остров Биоко)                               | 9 XXXXX                                             |
| Малабо (континент)                                  | 7 XXXXX                                             |